# Вольфкович Семен Ісаакович
Семен Ісаакович Вольфкович (11 (23) жовтня 1896 , Ананьїв, Херсонська губернія  — 12 листопада 1980 , Москва ) — видатний радянський учений, хімік-неорганік, технолог, доктор хімічних наук (1934), академік АН СРСР (із 1946 року). Займався технологією виробництва мінеральних добрив, вивчав процеси електротермічної сублімації фосфору. Розробив промислову схему отримання калійних солей із сильвініту та нову технологію отримання концентрованих фосфорних добрив. Першим у СРСР проводив дослідження з утилізації фтористих газів, вивчав процеси переробки мірабіліту на соду та сульфат амонію. Досліджував каталітичні та інші властивості алюмо-, боро-, залізо- фосфатів.

## Премії та досягнення
Семен Ісаакович Вольфкович народився 1896 року в місті Ананьїв Херсонської губернії (нині Одеська область). Його батько був провізором (помер у 1919 році), а мати займалася домашнім господарством.
У ранні роки життя навчався у реальному училищі при лютеранській церкві ім. Святого Михаїла (закінчив у 1913). Незважаючи на відмінні оцінки через єврейське походження, не зміг відразу вступити до тієї вищої школи, в яку хотів, і протягом двох років відвідував Народний університет А. Л. Шанявського. У 1915 році був зарахований на технічний факультет Московського інституту народного господарства (МІНГ). Одночасно з навчанням проходив військову службу та займався на хімічному відділенні Московського вищого технічного училища за спеціальністю «мінеральні речовини». Вчений був змушений постійно шукати способи заробити собі на життя, тому починаючи з 1915—1916 років працював креслярем і практикантом-токарем на заводах акціонерного товариства «Дангауер, Кайзер» та акціонерного товариства «Дуковський і Ко». У 1916—1917 роках служив у транспортно-автомобільному відділі, у 1918—1921 роках — у майстернях музею охорони праці як кресляр та завідувач майстерні.
У 1920 році захистив дисертацію за темою «Виробництво збагаченого суперфосфату», отримав звання інженера-технолога та залишився в інституті як викладач. Із цього моменту починається робота вченого у хімічній спеціальності. У 1920—1922 роках працював на Царицинському дослідному заводі («Хімсонова», Московської області) інженером. Із 1921 року почав працювати в Інституті добрив ВРНХ як інженер, де згодом обіймав посади керівника лабораторії, завідувача технологічного відділу, головного інженера та заступника директора Інституту з наукової роботи.
Бувши доцентом, уже в 1926 році Вольфкович починає читати самостійний курс із технології мінеральних речовин і промисловості та технології добрив в Плехановському інституті. У 1929 році НКП затверджений на посаду професора кафедри технології мінеральних речовин. Із 1930 року працював професором у МВТУ, а вже через два роки став завідувачем кафедри загальної технології. Вів курси в Академії хімічного захисту ім. К. Є. Ворошилова, був викладачем на перших в СРСР курсах для червоних директорів. Працюючи в Науковому інституті добрив та інсектофунгіцидів, Вольфкович проводив науково-організаційну роботу по створенню численних лабораторій, напівзаводських установок, підготовку кадрів.
У 1939 був обраний членом-кореспондентом АН СРСР по Відділенню математичних і природничих наук (хімічні науки), і зайняв посаду заступника академіка-секретаря Відділення хімічних наук АН СРСР (1939—1953).
У 1940 році С. І. Вольфкович був призначений Раднаркомом СРСР членом Ради науково-технічної експертизи Держплану СРСР. У 1941 році назначений членом науково-технічної ради при Уповноваженому Державного комітету оборони, де керував протягом війни однією з секцій. Із 1945 року був головою хімічної секції Ради науково-технічної експертизи та членом Технічної ради Наркомату хімічної промисловості СРСР.
Після війни працював професором у Московському державному університеті ім. М. В. Ломоносова, де також завідував кафедрою хімічної технології.
Помер 12 листопада 1980 року в Москві.

## Наукова діяльність та наукові досягнення
Основна наукова діяльність пов'язана з хімічною технологією мінеральних добрив. Вольфкович розробив промислову схему отримання калійних солей з сильвініту. Він брав активну участь у створенні Хібінського апатитного будівництва та калійного комбінату в Солікамську. Вчений керував усіма роботами в НДУ з вивчення та впровадження апатиту у різних галузях промисловості. Був автором першої в СРСР монографії з технологією калійних солей. За свої роботи був обраний робітниками калійного комбінату почесним ударником.
У 1921 році проводив досліди по сублімації фосфору в електропечі. На їх основі потім були спроєктовані перші заводські печі на Чернореченському заводі. Кілька років Вольфкович керував роботами з вивчення технології амофоса. За ініціативи вченого спільно з А. П. Білопольським були проведені роботи з переробки мірабіліту на соду та сульфат амонію. У 1932—1933 роках спільно з А. Ф. Винокуровою вивчена технологія отримання борної кислоти, на основі якої потім була розроблена схема її виробництва в Науковому інституті добрив та інсектофунгіцидів. Частину своїх досліджень Вольфкович також присвятив вивченню заводських процесів виробництва суперфосфату, фосфорної кислоти, фосфористих солей та ін.
Технологічні роботи були головним чином присвячені двом основним напрямкам: вивчення нових шляхів виробництва концентрованих добрив (амофос, нітрофосів, подвійних та збагачених суперфосфатів, азотно-калійних добрив) і комплексне використання сировини і відходів (фосфогіпсу, сірчистих і фтористих газів). Зафіксовано більш ніж 40 авторських і патентних свідоцтв та заявок вченого в цих напрямках.
Спільно з іншими вченими Вольфкович вивчав процеси окислення сульфітів, хімізм розкладання кислотами апатитонефелінової руди.
За призначенням РПО та РНК СРСР вчений був членом кількох урядових комісій з хімізації народного господарства СРСР.

## Цікаві факти
С. І. Вольфкович багато працював із фосфором. Газоподібний фосфор просочував одяг вченого, від чого одяг в темряві світився блакитним світлом. Коли Вольфкович виходив на вулицю вночі, то люди сприймали його за потойбічну істоту.

## Основні праці
Окрім статей та звітів С. І. Вольфковичем були написані декілька навчальних посібників і монографій. Серед них: 
- «Техническая переработка калийных солей» (НХТИ, 1932, 128 с.)
- «Технология азотных удобрений» (ОНТИ, 1935, 371с.)
- «Минеральное сырье основной химической промышленности» (Промиздат, 1926, 104 с.)
- «Переработка хибинских апатитов на удобрения» (Госхимтехиздат, 1932, 64 с.)
- «Общая химическая технология», (М.: Высш. шк., 1953, т. 1, 632с. — совм. с др.)[17]
- «Гидротермическая переработка фосфатов на удобрения и кормовые средства» (М.: Химия, 1964, 172 с. — совм. с др[18].)
- «Проблемы производства минеральных удобрений», М., 1965
- «Проблемы химии в сельском хозяйстве», М., 1969

Вчений протягом декількох років був редактором таких журналів як «Минеральные удобрения», «Журнал химической промышленности», «Журнал прикладной химии», «Калий».
Всього в радянських та іноземних журналах надруковано понад 120 статей та наукових робіт.

## Премії та досягнення
- Сталінська премія другого ступеня (1941)
- п'ять орденів Леніна (10.06.1945; 27.03.1954; 28.05.1966; 1971, 1975)
- орден Трудового Червоного Прапора (1944)
- Золота медаль ВДНГ СРСР (1954, 1968)
- Велика золота медаль ВДНГ СРСР (1960, 1964)
- Срібна медаль ВДНГ СРСР (1963)
- Золота медаль імені Д. І. Менделєєва (1967) «за цикл робіт з хімії фосфатів і розробку процесів отримання концентрованих і комплексних добрив».
- Премія Всесоюзного товариства «Знання» (1970)
- Знак «Почесний хімік» (1974)
- Велика золота медаль імені М. В. Ломоносова (1976) «за видатні досягнення в галузі хімії та технології фосфору, а також у розробці наукових основ хімізації сільського господарства СРСР».
- XXII Менделєєвський читець — 4 березня 1968